# بت بگلین
بت بگلین (انگلیسی: Beth Beglin؛ زادهٔ april ۲, ۱۹۵۷ (۶۷ سال)) ورزشکار هاکی روی چمن اهل ایالات متحده آمریکا است.
وی در مسابقات کشوری و بین‌المللی در مجموع برندهٔ ۱ مدال برنز شده‌است.